# Лезгино
Лезгино — деревня без постоянного населения в Хвойнинском муниципальном районе Новгородской области, относится к Боровскому сельскому поселению. Площадь земель деревни — 2,83 га.
Лезгино находится на высоте 163 м над уровнем моря, к юго-востоку от Ванёвского озера. Лезгино соединено автодорогой проходящей в Миголощи с административным центром сельского поселения — деревней Боровское и дорогой через Заделье и Шилово с административным центром района — посёлком Хвойная.

## Население
| 2009 | 2010 | 2012 | 2013 |
| ---- | ---- | ---- | ---- |
| 0    | →0   | →0   | →0   |

## История
Лезгино в Боровичском уезде Новгородской губернии относилось к Миголощской волости. На 1896—1897 гг. в Лезгине было 23 двора, проживали 54 мужчины и 62 женщины, а также было 8 детей школьного возраста — 4 мальчика и 4 девочки.
К 1924 году Лезгино было в составе Задельского сельсовета в Миголощской волости. 3 апреля 1924 постановлением ВЦИК Миголощская волость была присоединена к Кончанской волости Боровичского уезда. Население деревни Лезгино по переписи 1926 года — 119 человек. 1 августа 1927 года постановлением ВЦИК Боровичский уезд вошёл в состав новообразованного Боровичского округа Ленинградской области, Задельский сельсовет вошёл в состав новообразованного Кончанского района этого округа. Постановлением ЦИК и СНК СССР от 23 июля 1930 года Боровичский округ был упразднён, район стал подчинён Леноблисполкому. Постановлением Президиума ВЦИК от 1 января 1932 года Кончанский район был упразднён, а Задельский сельсовет вошёл в состав Мошенского района. По постановлению Президиума ВЦИК от 20 февраля 1937 года из Мошенского района в Хвойнинский район был передан Задельский сельсовет Население Лезгина в 1940 году — 85 человек. В 1943 году в Лезгино был образован колхоз «Победа». Указом Президиума Верховного Совета СССР от 5 июля 1944 года Хвойнинский район вошёл во вновь образованную Новгородскую область.
На основании решения Хвойнинского райисполкома в 1950 году в колхоз «Комсомолец», с центральной усадьбой в Заделье, были объединены все колхозы Задельского сельсовета, председателем правления колхоза был избран председатель Задельского сельсовета — Николаев Андрей Николаевич. 8 июня 1954 года решением Новгородского облисполкома № 359 Задельский сельсовет был присоединён к Боровскому сельсовету, но 18 сентября 1958 года решением Новгородского облисполкома № 596 был вновь образован Задельский сельсовет в составе населённых пунктов Заделье (центр сельсовета), Лезгино, Маклаково и Шилово, выделенных из Боровского сельсовета. Во время неудавшейся всесоюзной реформы по делению на сельские и промышленные районы и парторганизации, в соответствии с решениями ноябрьского (1962 года) пленума ЦК КПСС «о перестройке партийного руководства народным хозяйством», с 10 декабря 1962 года Решением Новгородского облисполкома № 764, Хвойнинский район был упразднён, Лезгино и Задельский сельсовет вошли в крупный Пестовский сельский район, а 1 февраля 1963 года Президиум Верховного Совета РСФСР своим Указом утвердил Решение Новгородского облисполкома. В 1963 году колхоз Задельского сельсовета «Комсомолец» решением общего собрания колхозников, утверждённого решением райисполкома, переименовали в колхоз «Ударник». Пленум ЦК КПСС, состоявшийся 16 ноября 1964 года, восстановил прежний принцип партийного руководства народным хозяйством, после чего Указом Верховного Совета РСФСР от 12 января 1965 года и сельсовет и деревня во вновь восстановленном Хвойнинском районе. 15 февраля 1966 года к колхозу Боровского сельсовета имени Денисова A.M., с центральной усадьбой в деревне Боровское, был присоединён колхоз «Ударник» Задельского сельсовета. 9 марта 1971 года решением Новгородского облисполкома № 108 Задельский сельсовет был упразднён, а Заделье, Лезгино, Маклаково и Шилово вошли в состав Боровского сельсовета.
28 августа 1974 года решением Хвойнинского райисполкома № 89 года колхоз имени Денисова A.M. был реорганизован в совхоз имени Денисова A.M. директором стал председатель прежнего колхоза Григорьев Пётр Константинович. 21 декабря 1992 года совхоз имени Денисова реорганизован в ТОО имени Денисова, а 29 декабря 1999 года ТОО реорганизовано в сельскохозяйственный кооператив (СК) имени Денисова.
С принятием закона от 6 июля 1991 года «О местном самоуправлении в РСФСР» была образована Администрация Боровского сельсовета (Боровская сельская администрация), затем Указом Президента РФ № 1617 от 9 октября 1993 года «О реформе представительных органов власти и органов местного самоуправления в Российской Федерации» деятельность Боровского сельского Совета была досрочно прекращена, а его полномочия переданы Администрации Боровского сельсовета. По результатам муниципальной реформы, с 2005 года деревня Лезгино входит в состав муниципального образования — Боровское сельское поселение Хвойнинского муниципального района (местное самоуправление), по административно-территориальному устройству подчинена администрации Боровского сельского поселения Хвойнинского района.